# Понтедериевые
Понтедериевые (лат. Pontederiaceae) — семейство однодольных растений порядка Коммелиноцветные, состоящее из 6 или 9 родов и 30 видов растений.

## Распространение
Виды семейства Понтедериевые встречаются в субтропическом поясе и в тропическом поясе.

## Ботаническое описание

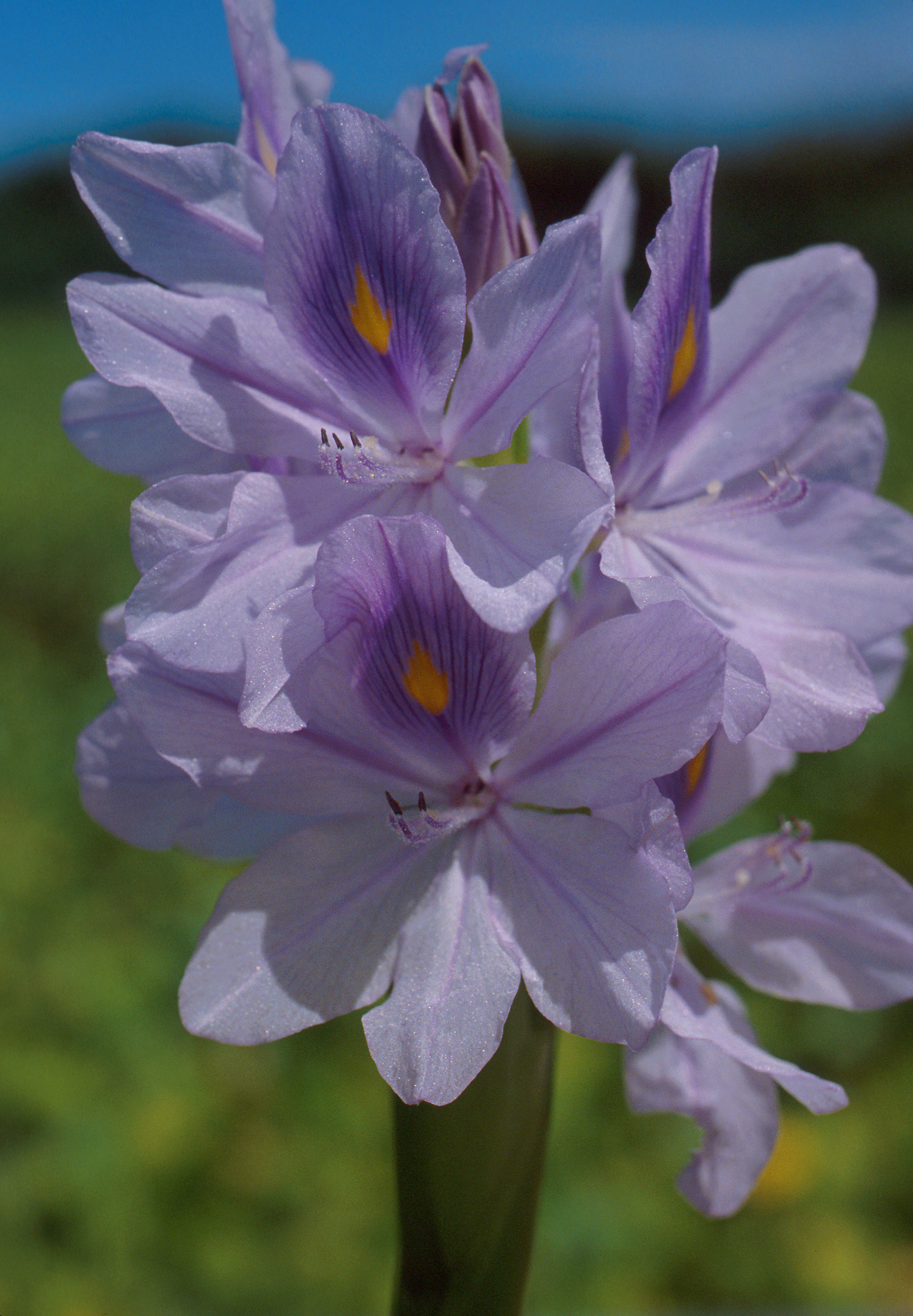
Eichhornia crassipes

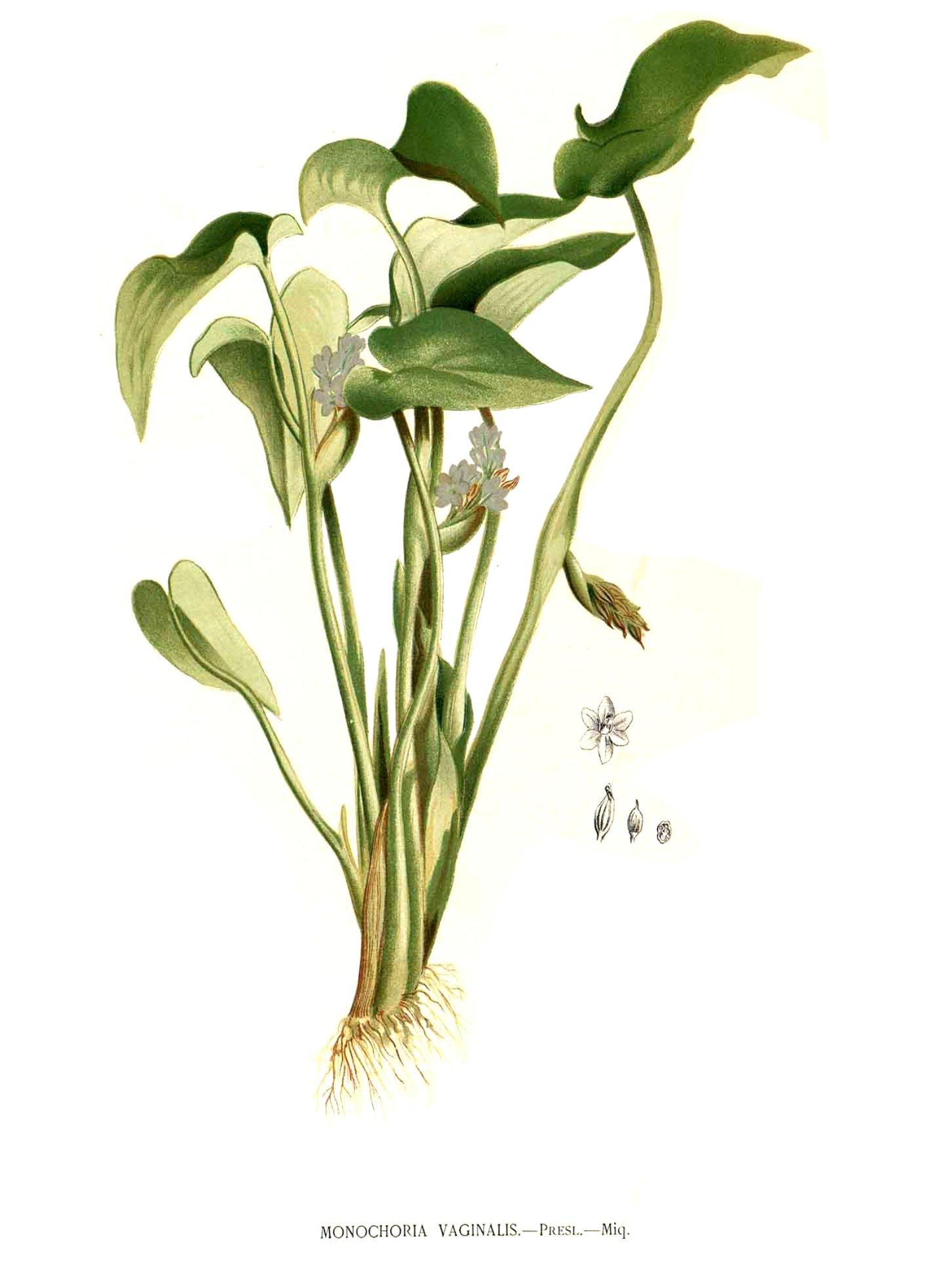
Monochoria vaginalis

Виды семейства Понтедериевые — это однолетние или многолетние водные травянистые цветковые растения.
Листья растений хорошо развиты или почти редуцированы. Листья сидячие или черешковые, очередные или мутовчатые, простые, линейные или ланцетные, или яйцевидные, или округлые.
Цветки растений одиночные или собраны в соцветия. Соцветия метельчатые, колосовидные. Цветки мелкие и средние. Цветки растений сидячие, бывают жёлтого, синего, лилового и белого цвета. Тычинок 3 или 6.
Плоды растрескивающиеся или невскрывающиеся, имеют форму капсул или орешков. Семена растений содержат крахмал.

## Роды
Полный список родов по данным сайта delta-intkey.com:
- Eichhornia Kunth — Эйхорния
- Eurystemon Alexander
- Heteranthera Ruiz & Pav.
- Monochoria C.Presl — Монохория
- Hydrothrix Hook.f.
- Pontederia L. — Понтедерия
- Reussia Endl.
- Scholleropsis H.Perrier
- Zosterella Small